# بيب أبو سيسيه
بيب أبو سيسيه (بالفرنسية: Pape Abou Cissé)‏ هو لاعب كرة قدم سنغالي في مركز الدفاع، ولد في 14 سبتمبر 1995 في بيكين ‏ في السنغال يلعب في نادي الشمال القطري. شارك مع منتخب السنغال تحت 20 سنة لكرة القدم. أما مع النوادي، فقد لعب مع نادي أجاكسيو ونادي أولمبياكوس.

## وصلات خارجية
- بيب أبو سيسيه على موقع اتحاد تركيا (لاعب) (الإنجليزية)
- بيب أبو سيسيه على موقع رابطة كرة القدم الفرنسية للمحترفين (الإنجليزية)
- بيب أبو سيسيه على موقع قاعدة بيانات كرة القدم.إي يو (الإنجليزية)
- بيب أبو سيسيه على موقع ليكيب (الفرنسية)
- بيب أبو سيسيه على موقع ناشيونال فوتبول تيمز (الإنجليزية)
- بيب أبو سيسيه على موقع Soccerway.com (الإنجليزية)
- بيب أبو سيسيه على موقع عالم كرة القدم.نت (الإنجليزية)